# Список найбільших вулканічних вивержень

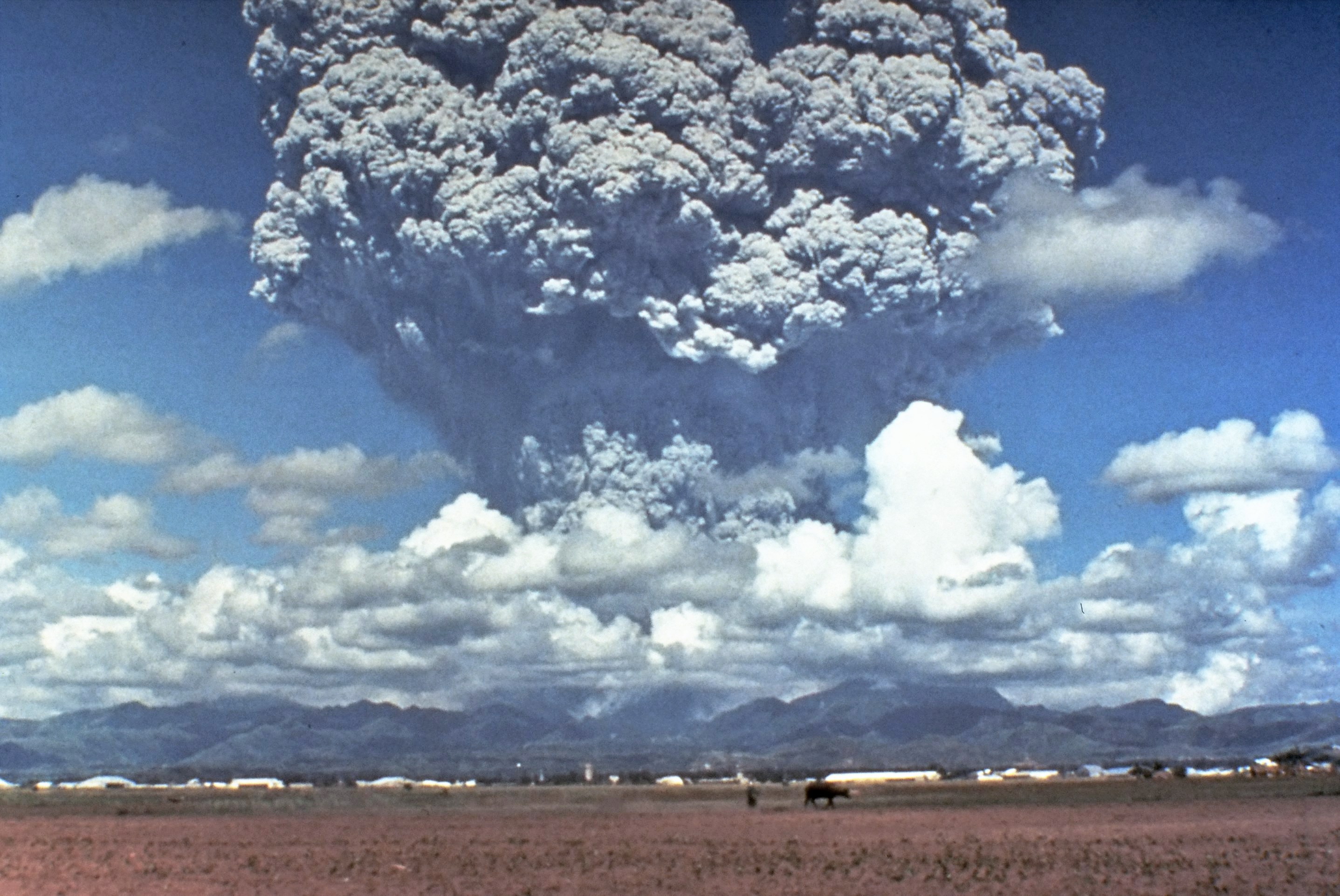
Виверження вулкана Пінатубо 1991 року є найбільшим у світі з 1912 року, але навіть воно мізерно в порівнянні з виверженнями в цьому списку.

Виверження вулкана — це процес викиду вулканом на земну поверхню розжарених уламків (вулканічні бомби та лапілі), попелу, вилив лави. У той час як більша частина вулканічних вивержень становить небезпеку тільки для навколишніх районів, найбільші виверження на Землі приводили до серйозних регіональних і навіть глобальних наслідків, впливаючи на клімат і сприяючи масовим вимиранням. В цілому вулканічні виверження можна розділити на вибухові виверження, для яких характерним є раптовий викид породи і попелу, і лавові виверження, викид пухких пірокластичних продуктів при яких практично відсутнє. Нижче наводяться окремі списки для кожного типу вивержень і список найбільших виливів траппів.
Всі виверження, перераховані нижче, викинули не менше 1000 км³ лави та тефри, для вибухових вивержень це відповідає 8 балів за шкалою вулканічних вивержень. Це приблизно в тисячу разів більше, ніж виверження вулкана Сент-Хеленс 1980 року, яке викинуло близько 1 км³ матеріалу, і принаймні в шість разів більше, ніж виверження вулкана Тамбора в 1815 році, яке викинуло 150-180 км³ вулканічної породи та стало найбільшим виверженням за всю історію спостережень.
Можливо, за всю історію Землі сталося ще багато таких величезних вивержень, крім представлених в списках нижче. Проте ерозія та тектоніка плит взяли своє, і багато виверження минулого не залишили достатньої кількості свідчень, за якими геологи змогли б визначити їх розмір. Навіть для представлених в списках вивержень оцінка об'єму викинутого матеріалу приблизна.

Порівняння чотирьох великих (силою 7 і 8 балів за шкалою VEI) вивержень давнини (ліворуч) з сильними виверженнями XIX і XX століть

## Вибухові виверження
Вибухове виверження починається через поступове підвищення тиску магми в магматичній камері під вулканом, яке врешті-решт призводить до її катастрофічного вивільнення. Руйнівна сила вибухового виверження зазвичай дуже велика, тому більшість відомих історичних вивержень належать саме цьому типу. Активна фаза виверження вибухового типу може складатися з одного виверження або послідовності з декількох, тривалість вибухового виверження не перевищує декількох місяців. Вибухові виверження зазвичай викидають в'язку магму з високим вмістом летких речовин, таких як водяна пара та вуглекислий газ. Пірокластичний матеріал відкладається у вигляді вулканічного туфу. Вибухові виверження, зіставні за силою з виверженням вулкана Тоба 74 000 років тому, відбуваються приблизно раз на 50 000-100 000 років
| Виверження                                              | Час виверження (млн років тому) | Розташування                               | Об'єм виверженого матеріалу (тис. км³) | Примітки | Джерела             |
| ------------------------------------------------------- | ------------------------------- | ------------------------------------------ | -------------------------------------- | --- | ------------------- |
| Гуарапуава—Тамарана—Сарусас                             | 132                             | Трапи Парана-Етендека                      | 8,6                                    | Можливо, виверження не одного вулкана, а вулканічного пасма. | [ 6 ]               |
| Санта-Марія—Фріа                                        | 132                             | Трапи Парана-Етендека                      | 7,8                                    | Можливо, виверження не одного вулкана, а вулканічного пасма. | [ 6 ]               |
| Гуарапуава—Вентура                                      | 132                             | Трапи Парана-Етендека                      | 7,6                                    | Можливо, виверження не одного вулкана, а вулканічного пасма. | [ 6 ]               |
| Ігнімбритові відкладення Сем та туфові відкладення Грін | 29,5                            | Ємен                                       | 6,8                                    | | [ 9 ]               |
| Магматичний комплекс Мессум                             | 132                             | Трапи Парана-Етендека, Бразилія та Намібія | 6,34                                   | | [ 10 ]              |
| Кашіас-ду-Сул—Гроотберг                                 | 132                             | Трапи Парана-Етендека                      | 5,65                                   | | [ 6 ]               |
| Ла-Гаріта-Кальдера— Туф Фіш-Каньйон                     | 27,8                            | Вулканічне поле Сан-Хуан, Колорадо         | 5                                      | Туф Фіш-Каньйон є, найімовірніше, найбільшим відкладенням туфу на Землі. Каньйон також є частиною вулканічного поля Сан-Хуан, що сформувалося 35 - 26 млн років тому і складається принаймні з 20 великих кальдер. | [ 11 ]              |
| Жакуї                                                   | 132                             | Трапи Парана-Етендека                      | 4,35                                   | | [ 6 ]               |
| Оріньюс                                                 | 132                             | Трапи Парана-Етендека                      | 3,9                                    | | [ 6 ]               |
| Ігнімбритові відкладення Джебель                        | 29,6                            | Ємен                                       | 3,8                                    | | [ 9 ]               |
| Туфові відкладення Віндовс-Б'ютт                        | 31,4                            | Вільям-Рідж, центральна Невада             | 3,5                                    | Частина Середньо-третинного ігнімбритового спалаху | [ 12 ] [ 13 ]       |
| Аніта-Гарібальді—Бікон                                  | 132                             | Трапи Парана-Етендека                      | 3,45                                   | | [ 6 ]               |
| Туфові відкладення Спрінгс                              | 29,5                            | Східна Невада/Західна Юта                  | 3,2                                    | Загальний об'єм туфових відкладень становить 10 тис. км³. | [ 14 ] [ 15 ]       |
| Ігнімбритові відкладення Оксайа                         | 19                              | Чилі                                       | 3                                      | Можливо, ці ігнімбритові відкладення утворені декількома виверженнями. | [ 16 ]              |
| Туфові відкладення Лунд                                 | 29                              | Великий Басейн, США                        | 3                                      | За своїм складом подібні туфому каньйону Фіш. | [ 17 ]              |
| Теорія катастрофи вулкана Тоба—Молодий туф Тоба         | 0,073                           | Зондська дуга, Індонезія                   | 2,8                                    | Найбільше відоме виверження четвертинного періоду, могло призвести до глобальних кліматичних змін та появи ефекту пляшкового горла.                                                                                | [ 19 ]              |
| Пакана-Кальдера—ігнімбритові відкладення Атана          | 4                               | Чилі                                       | 2,8                                    | | [ 20 ]              |
| Іфтар Аль-Калб                                          | 29,5                            | Північна Африка—Аравія                     | 2,7                                    | | [ 6 ]               |
| Єллоустонська кальдера—туф Гаклберрі-Рідж               | 2,059                           | Єллоустоунська гаряча точка                | 2,45                                   | Найбільше виверження Єллоустонської гарячої точки Айленд-Парк | [ 21 ]              |
| Вакамару                                                | 0,254                           | Вулканічна зона Таупо, Нова Зеландія       | 2                                      | Найбільше виверження у Південній півкулі в пізньому четвертинному періоді. | [ 22 ]              |
| Палмас—Верелдсенд                                       | 29,5                            | Трапи Парана-Етендека                      | 1,9                                    | | [ 6 ]               |
| Кілгор туф                                              | 4,3                             | Айдахо, США                                | 1,8                                    | Останнє виверження Вулканічного поля Хайсе. | [ 23 ]              |
| Ігнімбритові відкладення Сана                           | 29,5                            | Північна Африка—Аравія                     | 1,6                                    | | [ 6 ]               |
| Виверження Міллбриг—Бентоніти                           | 454                             | Англія                                     | 1,509                                  | Одне з найдавніших відомих вивержень. | [ 8 ] [ 24 ] [ 25 ] |
| Блектейл туф                                            | 6,5                             | Блектейл, Айдахо                           | 1,5                                    | Перше з декількох вивержень вулканічного поля Хайсе. | [ 23 ]              |
| Виверження Кальдери Еморі                               | 33                              | Південний захід Нью-Мексико                | 1,31                                   | | [ 7 ]               |
| Тімбер-Маунтін туф                                      | 11,6                            | Південний захід Невади                     | 1,2                                    | | [ 26 ]              |
| Пейнтбраш туф                                           | 12,8                            | Південний захід Невади                     | 1,2                                    | | [ 26 ]              |
| Карпентер-Рідж туф                                      | 28                              | Вулканічне поле Сан-Хуан, Колорадо         | 1,2                                    | Туфові відкладення Карпентер-Рідж є частиною вулканічного поля Сан-Хуан, що сформуваося 35 - 26 млн років тому і складається принаймні з 20 великих кальдер.                                                       | [ 27 ]              |
| Апач-Спрінгс туф                                        | 28,5                            | Південний захід Нью-Мексико                | 1,2                                    | Частина туфу відноситься до відкладень каньйону Бладгуд. | [ 28 ]              |
| Таупо—Виверження Оруануї                                | 0,027                           | Вулканічна зона Таупо, Нова Зеландія       | 1,17                                   | Останнє мегавиверження. | [ 29 ]              |
| Ігнімбритові відкладення Валільяс                       | 15                              | Болівія                                    | 1,1                                    | Передує половині підняття центральних Анд | [ 30 ]              |
| Туфові відкладення каньйону Бладгуд                     | 28,5                            | Південь Нью-Мексико                        | 1,05                                   | Частина туфу відноситься до відкладень Апач-Спрінгс. | [ 28 ]              |
| Єллоустонська кальдера—Лава-Крік туф                    | 0,639                           | Єллоустоунська гаряча точка                | 1                                      | Останнє велике виверження у районі Єллоустонського національного парку. | [ 31 ]              |
| Серро-Галан                                             | 2,2                             | Провінція Катамарка, Аргентина             | 1                                      | Еліптична кальдера завширшки приблизно 35 км. | [ 32 ]              |
| Пейнтбраш туф (частина каньйону Тіва)                   | 12,7                            | Південний захід Невади                     | 1                                      | Пов'язано з іншим виверженням в цій області, яке відбулося приблизно 12,8 мільйона років тому. | [ 26 ]              |
| Сапінеро-Меса туф                                       | 28                              | Вулканічне поле Сан-Хуан                   | 1                                      | Туфові відкладення є частиною вулканічного поля Сан-Хуан, що сформувалися 35 - 26 млн років тому і складаються принаймні з 20 великих кальдер.                                                                     | [ 27 ]              |
| Діллон & Сапінеро-Меса туф                              | 28,1                            | Вулканічне поле Сан-Хуан                   | 1                                      | Туфові відкладення є частиною вулканічного поля Сан-Хуан, що сформувалися 35 - 26 млн років тому і складаються принаймні з 20 великих кальдер.                                                                     | [ 27 ]              |
| Чикіто-Пік туф                                          | 28,2                            | Вулканічне поле Сан-Хуан                   | 1                                      | Туфові відкладення є частиною вулканічного поля Сан-Хуан, що сформувалися 35 - 26 млн років тому і складаються принаймні з 20 великих кальдер.                                                                     | [ 27 ]              |
| Гора Принстон—Уолл-Маунтін туф                          | 35,3                            | Колорадо                                   | 1                                      | Виверження посприяло збереженню копалин в районі сучасного національного монумента Флоріссант-Фоссі-Бедс до наших днів.                                                                                            | [ 33 ]              |

## Лавові виверження

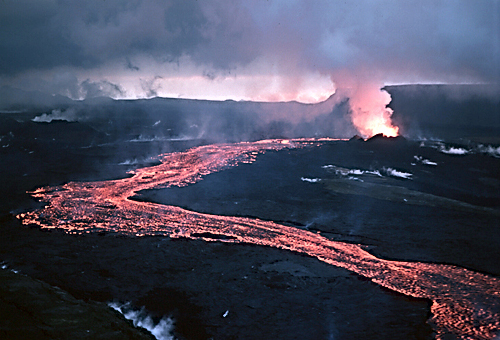
Лавові виверження ісландського вулкана Крапла.

Лавові, або еффузівні виверження є відносно стійке, без великих вибухів, виливання лави. Вони можуть тривати протягом багатьох років або навіть десятиліть, заливаючі великі терени лавовими потоками. Наприклад, вулкан Кілауеа на Гаваях, який продовжує вивергатися з 1983 року по теперішній час, викинув за ці роки 2,7 км³ лави, яка покрила територію площею понад 100 км². Найбільшим лавовим виверженням за історичний час стало виверження ісландського вулкана Лакі в 1783-1784 роках, яке вивергнуло близько 15 км ³ лави і вбило п'яту частину населення Ісландії . Наступні глобальні зміни клімату спричинили загибель ще мільйонів людей по всьому світу.
| Виверження                     | Час виверження (млн років тому) | Розташування                         | Об'єм виверженого матеріалу (тис. км³) | Примітки                                                          | Джерела |
| ------------------------------ | ------------------------------- | ------------------------------------ | -------------------------------------- | ----------------------------------------------------------------- | ------- |
| Трапи Махабалешвар-Раджамандрі | 64,8                            | Деканські трапи, Індія               | 9,3                                    |                                                                   | [ 6 ]   |
| Лавовий вилив Вапшилла-Рідж    | 15,5                            | Базальтова група річки Колумбія, США | 5-10                                   | Є одним з 8-10 виливів із загальним об'ємом приблизно 50 тис. км³ | [ 37 ]  |
| Каньйон Маккой                 | 15,6                            | Базальтова група річки Колумбія, США | 4,3                                    |                                                                   | [ 37 ]  |
| Умтанум                        | 15,6                            | Базальтова група річки Колумбія, США | 2,75                                   | Два виливи із загальним об'ємом 5,5 тис. км³                      | [ 6 ]   |
| Вилив Сенд-Холлоу              | 15,3                            | Базальтова група річки Колумбія, США | 2,66                                   |                                                                   | [ 6 ]   |
| Вилив Прюїтт-Дро               | 16,5                            | Базальтова група річки Колумбія, США | 2,35                                   |                                                                   | [ 37 ]  |
| Вилив Мьюзейм                  | 15,6                            | Базальтова група річки Колумбія, США | 2,35                                   |                                                                   | [ 37 ]  |
| Дацитові відкладення Мунарі    | 1591                            | Гори Голер, Австралія                | 2,05                                   | Одне з найдавніших відомих вулканічних вивержень у світі.         | [ 6 ]   |
| Вилив Розалія                  | 14,5                            | Базальтова група річки Колумбія, США | 1,9                                    |                                                                   | [ 6 ]   |
| Вилив Джозеф-Крік              | 16,5                            | Базальтова група річки Колумбія, США | 1,85                                   |                                                                   | [ 37 ]  |
| Базальти Гінкго                | 15,3                            | Базальтова група річки Колумбія, США | 1,6                                    |                                                                   | [ 6 ]   |
| Вилив Каліфорнія-Крік          | 15,6                            | Базальтова група річки Колумбія, США | 1,5                                    |                                                                   | [ 37 ]  |
| Вилив Стембер-Крік             | 15,6                            | Базальтова група річки Колумбія, США | 1,2                                    |                                                                   | [ 37 ]  |

## Найбільші магматичні провінції

Сибірська трапова провінція

Періоди активного вулканізму в так званих магматичних, або трапових, провінціях приводили до появи величезних океанічних та базальтових плато у минулому. Ці активні періоди, також звані виливами трапів, включали в себе сотні великих вивержень, які виробляли в цілому мільйони кубічних кілометрів лави. В історії людства виливи трапів не відбувалися, останні події такого роду мали місце понад 10 мільйонів років тому. У геологічній історії виливи трапів часто пов'язані з розпадом суперконтиненту Пангея, і тоді вони, можливо, сприяли виникненню ряду масових вимирань. Встановити точний розмір трапових виливів неможливо, оскільки більшість великих магматичних провінцій або погано збереглося, чи мало вивчено. Багато хто з перерахованих вище вивержень пов'язані з двома великими магматичними провінціями: трапами басейну Парана-Етендека і базальтами річки Колумбія. Виливи трапів у районі річки Колумбія є найостаннішими відомими подіями такого роду, а також одними з найменших. Нижче наведено список відомих великих трапових виливів.
| Магматична провінція                       | Час виверження (млн років тому) | Розташування                                                           | Об'єм виверженого матеріалу (млн км³) | Примітки | Джерела              |
| ------------------------------------------ | ------------------------------- | ---------------------------------------------------------------------- | ------------------------------------- | --- | -------------------- |
| Підводне плато Онтонг-Ява                  | 121                             | Південний захід Тихого океану                                          | 59-77                                 | Найбільша магматична формація на Землі, розділене на три віддалених один від одного океанічних плато. Четверта частина формації, ймовірно, злилася з Південною Америкою. Можливо, пов'язане з Луїсвільською гарячою точкою.       | [ 39 ] [ 40 ] [ 41 ] |
| Кергеленське плато                         | 112                             | Південь Індійського океану, Кергелен                                   | 17                                    | Пов'язано з Кергеленська гаряча точка. Формація має у своєму складі Південну і Центральну частини Кергеленського плато, що було утворено 125 - 90 мільйонів років тому, але не Північне плато що було утворено 40 млн. років тому | [ 42 ] [ 43 ]        |
| Північно-Атлантична магматична провінція   | 55,5                            | Північ Атлантичного океану                                             | 6,6                                   | Пов'язано з Ісландською гарячою точкою. | [ 8 ] [ 44 ]         |
| Середньо-третинний ігнімбритовий спалах    | 32,5                            | Південний захід США: здебільшого в Колорадо, Неваді, Юті і Нью-Мексико | 5,5                                   | Головним чином вибухові виверження, що відбулися 25 - 40 млн років тому. Включає в себе безліч вулканічних центрів, в тому числі вулканічне поле Сан-Хуан.                                                                        | [ 45 ]               |
| Карибська магматична провінція             | 88                              | Карибсько-Колумбійське океанічне плато                                 | 4                                     | Пов'язано з Галапагоською гарячою точкою. | [ 46 ]               |
| Сибірські трапи                            | 249,4                           | Сибір, Росія                                                           | 1-4                                   | Ймовірно, могло викликати Пермсько-тріасове вимирання, що стало найбільшою катастрофою біосфери в історії Землі. | [ 47 ]               |
| Кару-Феррар                                | 183                             | Головним чином Південна Африка та Антарктида                           | 2,5                                   | Відбулось після руйнації Гондвани. | [ 48 ]               |
| Трапи Парана-Етендека                      | 133                             | Бразилія/Ангола та Намібія                                             | 2,3                                   | Пов'язана з Тристанською гарячою точкою. | [ 49 ] [ 50 ]        |
| Центрально-Атлантична магматична провінція | 200                             | Лавразія                                                               | 2                                     | Відбулось після руйнації Пангеї. | [ 51 ]               |
| Деканська трапова провінція                | 65,5                            | Плато Декан, Індія                                                     | 1,5                                   | Можливо, пов'язане з Крейдовим вимиранням. | [ 52 ] [ 53 ]        |
| Емейшанські трапи                          | 256,5                           | Південний захід Китаю                                                  | 1                                     | Разом з сибірськими трапами, можливо, посприяли пермсько-тріасовому масовому вимиранню. | [ 54 ]               |
| Група річки Коппермайн                     | 1267                            | Канадський щит                                                         | 0,65                                  | Складається з понад 150 окремих магматичних потоків. | [ 55 ]               |
| Афро-Аравійський вулканізм                 | 28,5                            | Ефіопія/Ємен/Афар                                                      | 0,35                                  | Пов'язано з туфами вибухового типу. | [ 56 ] [ 57 ]        |
| Базальтова група річки Колумбія            | 16                              | Північний захід США                                                    | 0,18                                  | Останній великий прояв трапового магматизму на Землі. | [ 58 ]               |

## Див також
- Туризм катастроф
- Списки катастроф